# العلاقات الفانواتية الكورية الشمالية
العلاقات الفانواتية الكورية الشمالية هي العلاقات الثنائية التي تجمع بين فانواتو وكوريا الشمالية.

## مقارنة بين البلدين
هذه مقارنة عامة ومرجعية للدولتين:
| وجه المقارنة                                              | فانواتو                                  | كوريا الشمالية                        |
| --------------------------------------------------------- | ---------------------------------------- | ------------------------------------- |
| المساحة (كم2)                                             | 12.19 ألف                                | 120.54 ألف                            |
| عدد السكان (نسمة)                                         | 276.24 ألف                               | 25.49 مليون                           |
| الكثافة السكانية (ن./كم²)                                 | 22.66                                    | 211.47                                |
| العاصمة                                                   | بورت فيلا                                | بيونغيانغ                             |
| اللغة الرسمية                                             | اللغة البسلاما، لغة فرنسية، لغة إنجليزية | لغة كوريا الشمالية القياسية ‏          |
| العملة                                                    | فاتو فانواتي                             | وون كوري شمالي                        |
| الناتج المحلي الإجمالي (بليون دولار)                      | 862.88 مليون                             |                                       |
| الناتج المحلي الإجمالي (تعادل القوة الشرائية) بليون دولار | 790.76 مليون                             |                                       |
| الناتج المحلي الإجمالي الاسمي للفرد دولار أمريكي          | 2.81 ألف                                 |                                       |
| الناتج المحلي الإجمالي للفرد دولار أمريكي                 | 3.03 ألف                                 |                                       |
| مؤشر التنمية البشرية                                      | 0.594                                    |                                       |
| رمز المكالمات الدولي                                      | +678                                     | +850                                  |
| رمز الإنترنت                                              | .vu                                      | .kp                                   |
| المنطقة الزمنية                                           | ت ع م+11:00                              | ت ع م+08:30، ت ع م+08:30، ت ع م+09:00 |

## منظمات دولية مشتركة
يشترك البلدان في عضوية مجموعة من المنظمات الدولية، منها:
| علم المنظمة | اسم المنظمة                   | تاريخ انضمام فانواتو | تاريخ انضمام كوريا الشمالية |
| ----------- | ----------------------------- | -------------------- | --------------------------- |
|             | يونسكو                        | 10 فبراير 1994       | 18 أكتوبر 1974              |
|             | الاتحاد الدولي للاتصالات      | 30 مارس 1988         | ?                           |
|             | الاتحاد البريدي العالمي       | ?                    | ?                           |
|             | الأمم المتحدة                 | 15 سبتمبر 1981       | 17 سبتمبر 1991              |
|             | المنظمة الهيدروغرافية الدولية | ?                    | ?                           |

## وصلات خارجية
- موقع وزارة الخارجية الكورية الشمالية